# Peucédan Herbe aux cerfs
Peucedanum cervaria, Cervaria rivini · Grand persil sauvage
Espèce
Classification APG III (2009)
Statut de conservation UICN

 LC  : Préoccupation mineure
Le Peucédan Herbe aux cerfs (Peucedanum cervaria ou Cervaria rivini) est une espèce de plantes à fleurs de la famille des Apiaceae.

## Taxonomie
La taxonomie du genre Peucedanum n’est pas complètement résolue. Ainsi, le nom correct pour cette espèce fait débat entre     Peucedanum cervaria (L.) Lapeyr., 1813, et Cervaria rivini Gaertn., 1788,,.
Le nom de genre latin Peucedanum vient du grec πευκέδανον, peukédanon, de πεύκη, peukê (« pin ») pour des plantes ayant une odeur résineuse. L’épithète spécifique cervaria est le féminin singulier de cervarius « qui tient du cerf ».
La plante fut d’abord décrite par Linné en 1753 sous le nom de Selinum cervaria (Species plantarum 2 :1194).
En 1813, dans Histoire abrégée des plantes des Pyrénées, Lapeyrouse, la renomme Peucedanum cervaria Lapeyr. tout en reconnaissant que « Cusson les avaient placées parmi les Peucedanum » (avec P. oreoselinum).

### Synonymes
Peucedanum cervaria (L.) Lapeyr., 1813 a pour synonymes :
- Angelica angustifolia (Bellardi) Hoffm.
- Athamanta cervaria (L.) L.
- Athamanta decussata Gilib.
- Athamanta latifolia Viv.
- Cervaria angustifolia (Bellardi) Andrz. ex Trautv.
- Cervaria glauca Gaudin
- Cervaria laevis Gaudin
- Cervaria nigra Bernh.
- Cervaria rigida Moench
- Cervaria rivini Gaertn.
- Imperatoria angustifolia Bellardi
- Ligusticum cervaria (L.) Spreng.
- Oreoselinum elaphoboscum Delarbre
- Oreoselinum minus Garsault
- Oreoselis cervaria (L.) Raf.
- Peucedanon cervarium St.-Lag.
- Peucedanum angustifolium (Bellardi) Rchb.f.
- Peucedanum crassifolium Halácsy & Zahlbr.
- Peucedanum glaucifolium St.-Lag.
- Peucedanum imperatorioides DC.
- Selinum cervaria L.
- Selinum cervicaria Roth
- Selinum glaucum Lam.
- Selinum imperatorioides Link
- Selinum spinulifolia Stokes

### Noms français
L'espèce est appelée par de nombreux noms en français : « Herbe aux cerfs », « Peucédan commun, « Peucédan herbe aux cerfs », « Cervaire noire », « Grand Persil de montagne », « Grand Persil sauvage », « Peucédan cervaire » ou encore « Carotte des montagnes ». Le nom préféré reste « Peucédan Herbe aux cerfs ».

## Description

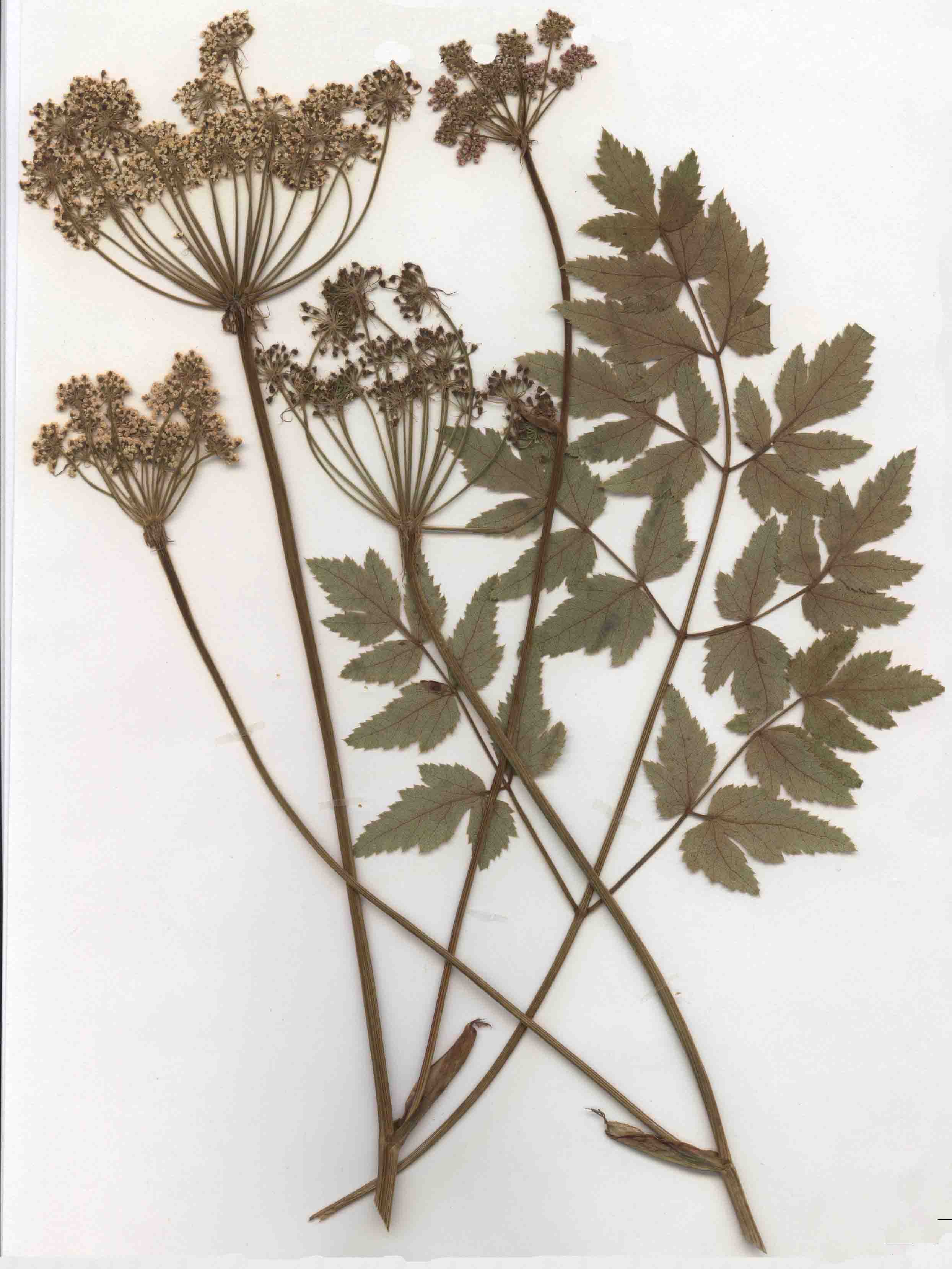
fig. 2 Peucedanum cervaria

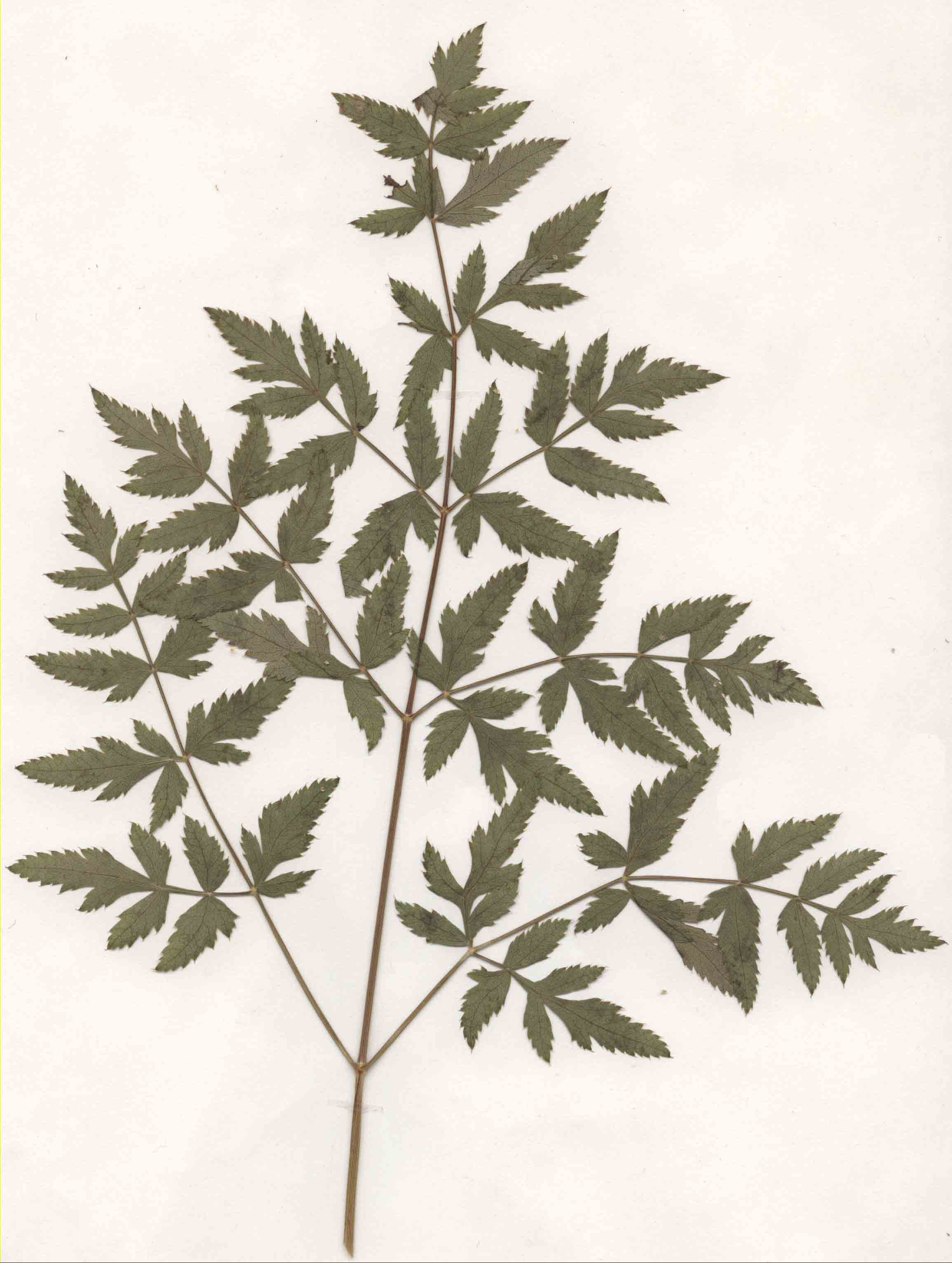
fig. 3 Feuille du bas de P. cervaria

Le Peucedanum cervaria fait de 50 cm à 1,50 m de haut à la floraison. La tige en zigzag est robuste, striée et pleine.
En août, au moment de la floraison, les feuilles du bas de la tige sont tripennées, celles du milieu bipennées et celles du haut imparipennées. Sur le même motif de disposition fractale, une grande feuille du bas (de 40-50 cm de long) a ses premières divisions de forme bipennée, puis plus loin sur le rachis, elles sont simplement imparipennées et à l'extrémité ce sont des folioles entières (voir photo fig. 3). Les différents motifs des feuilles sur la tige suivant l’âge sont les mêmes que ceux d’une division (penne) d’une feuille. Les feuilles sont décurrentes (l’insertion du pétiole sur la tige se prolonge par une membrane foliacée).
Les folioles sont glauques en dessous, triangulaires, raides, étalées et dentées. Les segments foliaires ultimes sont bordés de courtes dents spineuses.
Les fleurs sont blanches à rosées en ombelles de 15 à 30 rayons. Les involucres (à la base de l’ombelle) et les involucelles (à la base des ombellules) sont à folioles linéaires, réfléchies. Les fleurs épanouies sont dans un même plan horizontal. Elles comportent 5 pétales blancs et deux carpelles soudés.
Les fruits elliptiques de 4-9 mm, aux ailes épaisses, se scindent en deux à maturité (diakène).

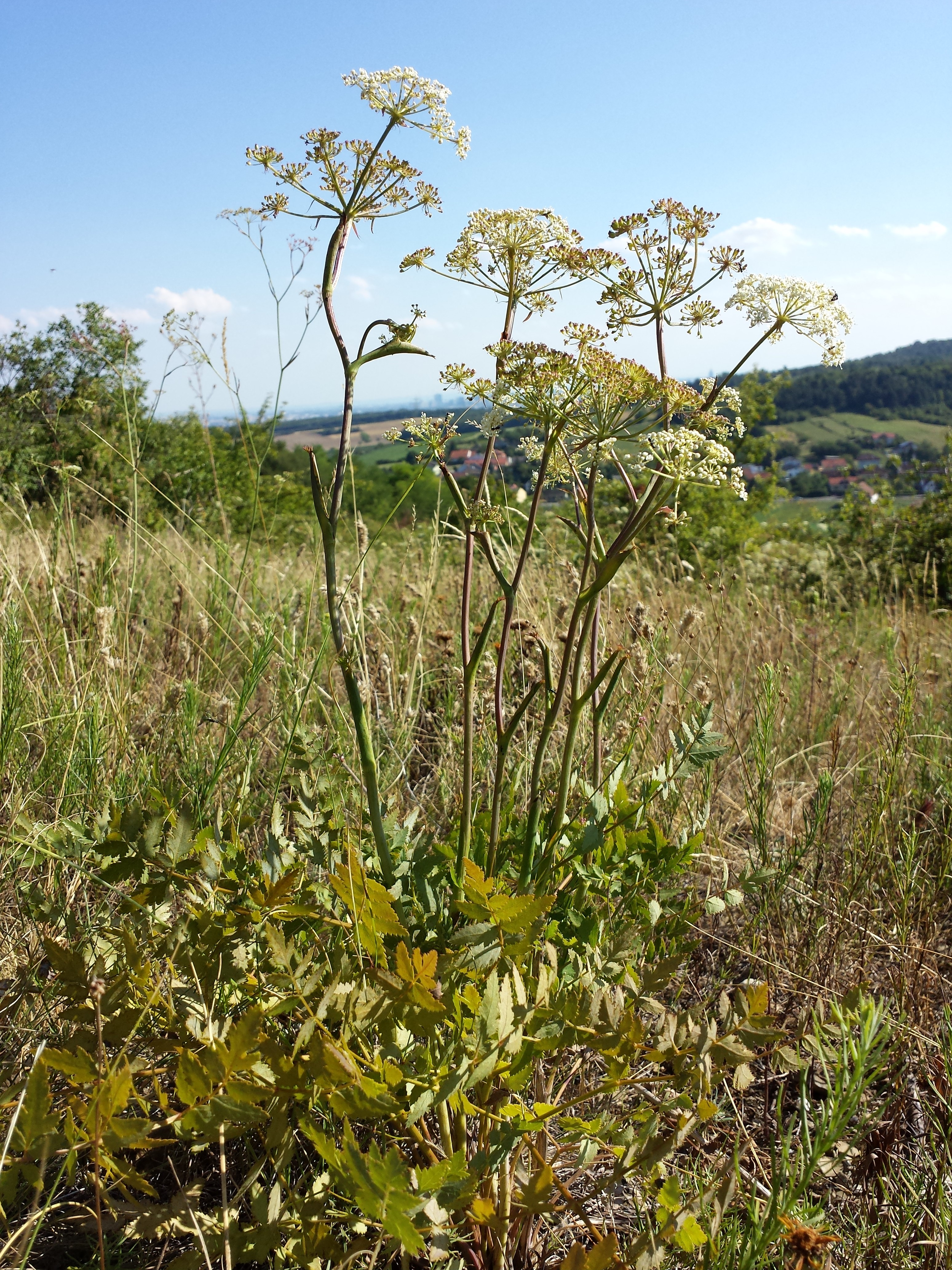
Habitus.
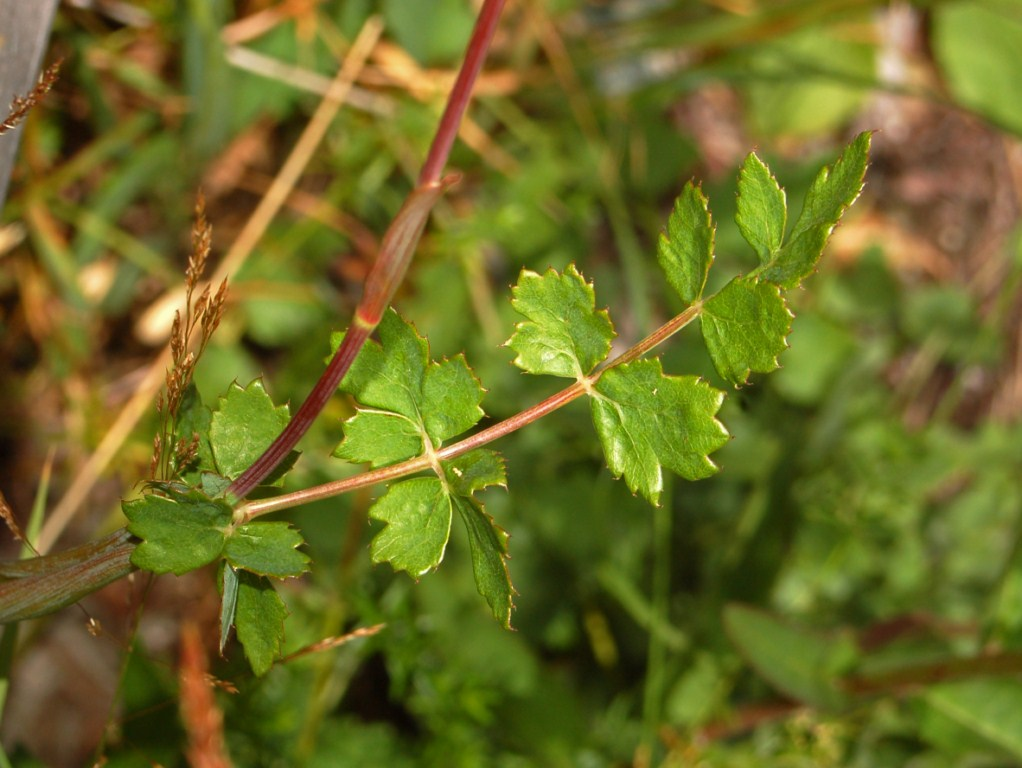
Jeune feuilles of P. cervaria.
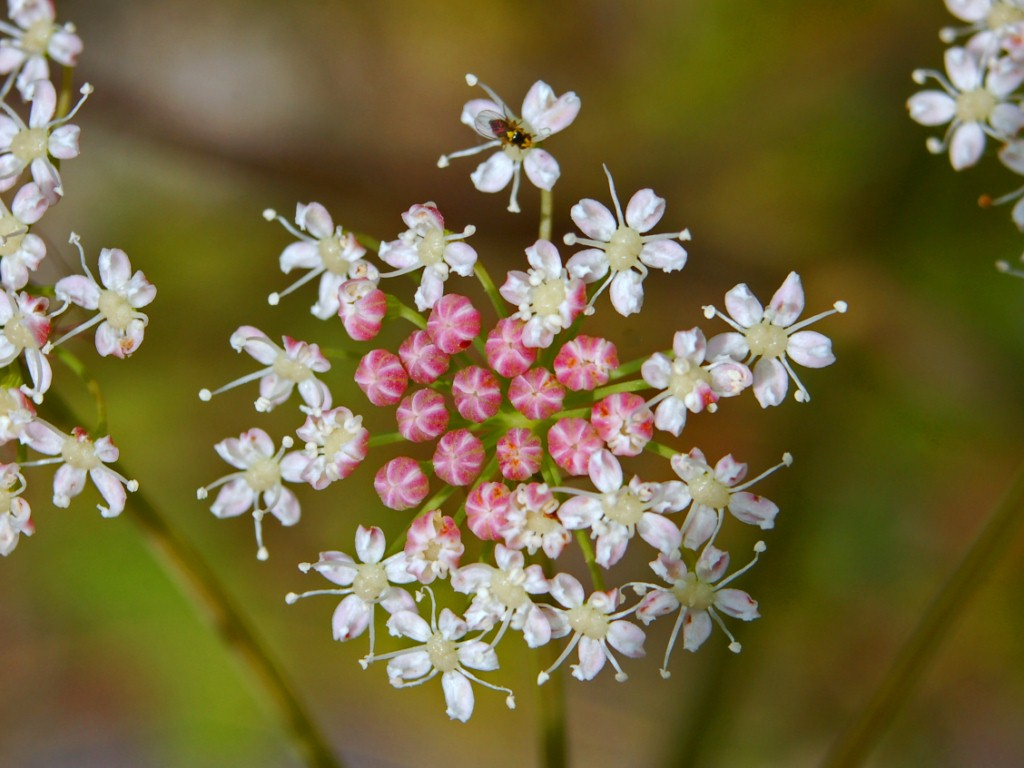
Fleurs de P. cervaria.
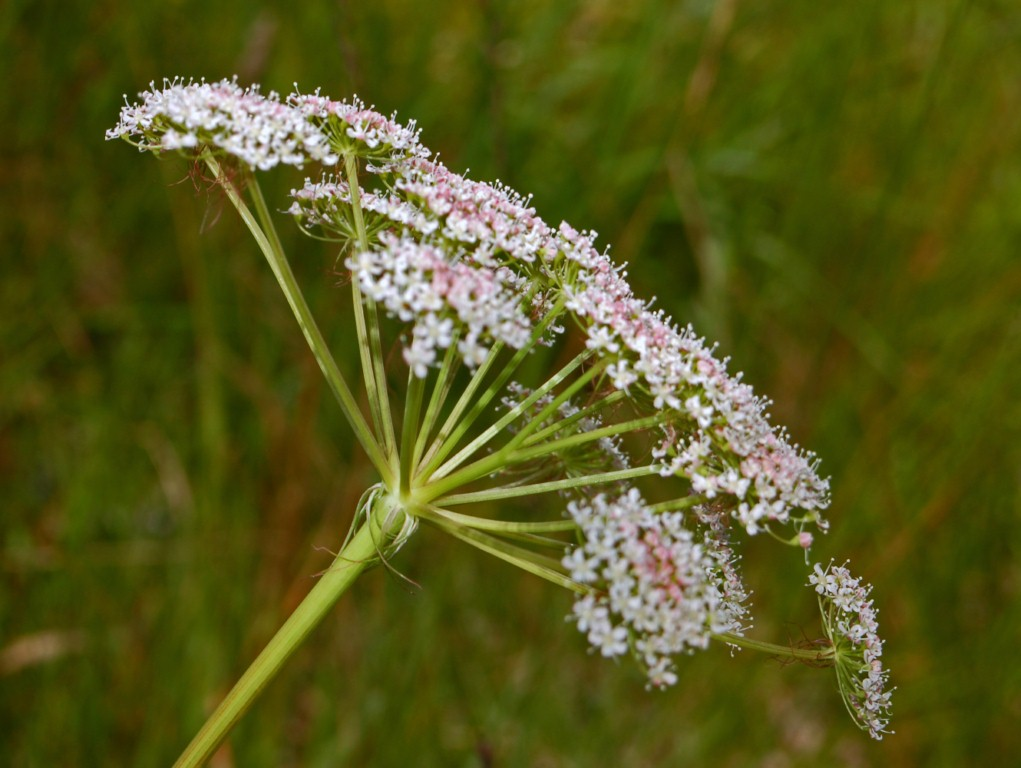
Ombelle of P. cervaria.

## Biologie
Floraison d'août à octobre.

## Habitats
Espèce thermophile et basiphile notamment marnes, parfois éboulis calcaires: pelouses sèches, lisières forestières, éboulis, bords de route. Jusqu'à 1 800 m d'altitude. Étages collinéen et montagnard.

## Répartition
Europe médiane, Caucase.
France continentale : absente en Bretagne et dans le Nord-Ouest et dispersée au Sud-Est d'une ligne Laon-Évreux-La Rochelle.

## Statuts de protection, menaces
L'espèce n'est pas encore évaluée à l'échelle mondiale et européenne par l'UICN. En France, elle est classée comme non préoccupante .
Toutefois localement l'espèce peut se raréfier : elle a disparu (RE) des Pays de la Loire ; elle est considérée Vulnérable (VU) en Ile de France ; en Danger (EN) en Haute-Normandie; elle est en Danger-critique (CR) en Picardie.

## Utilisations médicinales
Les graines  sont stimulantes, diaphorétiques et diurétiques. Les racines sont diurétiques, emménagogues, stomachiques.

## Utilisation culinaires
Les racines auraient servi à aromatiser certains fromages en Suisse où elles sont aussi utilisées comme condiment, ainsi qu'en Russie et en Suède (gingembre suédois). Les feuilles se consomment cuites et elles ont un goût prononcé proche de l'angélique. En Autriche, les feuilles servent aussi à conserver la viande séchée. Les tiges peuvent être mangées crues en petite quantité et elles peuvent être confites dans le sucre comme l'angélique.

### Cervaria riviniGaertn.
- (fr) INPN : Cervaria rivini Gaertn., 1788 (TAXREF)  (consulté le 3 février 2021)
- (fr) Tela Botanica (France métro) : Cervaria rivini Gaertn. (consulté le 3 février 2021)
- (en) Catalogue of Life : Cervaria rivini Gaertn. (consulté le 3 février 2021)
- (fr + en) GBIF : Cervaria rivini Gaertn. (consulté le 3 février 2021)
- (en) IPNI : Cervaria rivini Gaertn.  (consulté le 3 février 2021)
- (en) NCBI : Cervaria rivini Gaertn. (taxons inclus) (consulté le 3 février 2021)
- (en) POWO : Cervaria rivini Gaertn. (consulté le 3 février 2021)
- (en) Tropicos : Cervaria rivini Gaertn.  (+ liste sous-taxons) (consulté le 3 février 2021)
- (en) WCVP : Cervaria rivini Gaertn. (consulté le 3 février 2021)
- (en) World Flora Online : Cervaria rivini Gaertn. (+descriptions) (consulté le 3 février 2021)

### Peucedanum cervaria(L.) Lapeyr.
- (fr) INPN : Peucedanum cervaria (L.) Lapeyr., 1813 (TAXREF)  (consulté le 3 février 2021)
- (fr) Tela Botanica (France métro) : Peucedanum cervaria (L.) Lapeyr. (consulté le 3 février 2021)
- (en) Catalogue of Life : Peucedanum cervaria (L.) Lapeyr. (consulté le 3 février 2021)
- (fr + en) GBIF : Peucedanum cervaria (L.) Lapeyr. (consulté le 3 février 2021)
- (en) IPNI : Peucedanum cervaria (L.) Lapeyr.  (consulté le 3 février 2021)
- (en) NCBI : Peucedanum cervaria (L.) Lapeyr. (taxons inclus) (consulté le 3 février 2021)
- (en) POWO : Peucedanum cervaria (L.) Lapeyr. (consulté le 3 février 2021)
- (en) Tropicos : Peucedanum cervaria (L.) Lapeyr.  (+ liste sous-taxons) (consulté le 3 février 2021)
- (en) WCVP : Peucedanum cervaria (L.) Lapeyr. (consulté le 3 février 2021)
- (en) World Flora Online : Peucedanum cervaria (L.) Lap. (+descriptions) (consulté le 3 février 2021)